# Думер
Думер и думеризам (енгл. doomer, doomerism), су термини који су се првенствено појавили на интернету да опишу људе забринуте због глобалних проблема као што су пренасељеност, врхунац потрошње нафте, климатске промене и загађење. Неки думери тврде да постоји могућност да ће ови проблеми довести до изумирања човјечанства.
Малтузијанци су думеризам доведили у везу са малтузијанизмом, економском филозофијом која сматра да ће употреба људских ресурса на крају премашити доступност ресурса, што ће довести до колапса друштва.